# 40. Artilleriebrigade
Die 40. Artilleriebrigade (abgekürzt 40. ABR) war ein dem Kommando Landstreitkräfte direkt unterstellter Verband der Raketentruppen und Artillerie der Nationalen Volksarmee der DDR. Die in Blankenfelde südlich Berlins stationierte Brigade sollte im Kriegsfall die Hauptfeuerkraft der Besonderen Gruppierung Berlin bilden.

## Geschichte
Die Brigade wurde am 1. Dezember 1986 aus den dem Chef der Landstreitkräfte direkt unterstellten Artillerieregiment-40 (Otto Nelte), der Geschosswerferabteilung-40 (Bruno Kühn) und der Führungsbatterie-40 gebildet. Diese Einheiten befanden sich von 1971 bis 1985 jeweils mit der Bezeichnung 26 im Bestand des Grenzkommandos Mitte der Grenztruppen der DDR. Die Brigade trug den früheren Traditionsnamen des Artillerieregiments (Otto Nelte) weiter.
Die 40. Artilleriebrigade war als einziger taktischer Artillerieverband der NVA im Frieden direkt dem Chef der Landstreitkräfte unterstellt, die konkrete fachliche Führung (Hilfe und Anleitung) erfolgte aber über den Chef der Raketentruppen und Artillerie der Landstreitkräfte (bis Ende 1987 Generalleutnant Bormann, danach Generalmajor Grosser).
Die Brigade war mit dem Stab, den Stabseinheiten und der I.–III. Abteilung überwiegend in der Kaserne in Berlin-Johannisthal am Groß-Berliner Damm stationiert. Die IV. Abteilung war in der Kaserne in Blankenfelde (heute Blankenfelde-Mahlow) am Jühnsdorfer Weg stationiert. Erst Ende 1989 erfolgte die Verlegung der in Berlin stationierten Einheiten gleichfalls an den Standort Blankenfelde.
Der Umbau der früher von den Grenztruppen genutzten und die wesentliche Erweiterung der Kaserne in Blankenfelde begann 1985. 1989 wurde die Fertigstellung der neuen Unterkunftsgebäude, der Technikhallen und des großen Munitionslagers im angrenzenden Wald abgeschlossen. Die Fertigstellung der begonnenen Ausbildungsanlagen im angrenzenden Gelände, der geplanten Artillerieschießhalle, eines Klubhauses und einer Sporthalle erfolgte nicht mehr.
Kommandeure
- 1. Dezember 1986 – 1. November 1987: Oberst Fritz Neuhausen
- 2. November 1987 – 31. Dezember 1990: Oberst Klaus Hummel

In der Kaserne in Blankenfelde war auch das Nachrichtenbataillon-40 (Hans Marchwitza) stationiert.
Da vor dem Hintergrund des Viermächteabkommens über Berlin die Stationierung von Einheiten der NVA in Berlin problematisch war – die Westmächte hatten regelmäßig wegen der Militärparaden der DDR in Berlin mit diplomatischen Protestnoten reagiert – wurde die Brigade nach Blankenfelde verlegt.

## Struktur und Ausrüstung

Struktur der 40. Artilleriebrigade

Die Brigade war bereits im Frieden personell und materiell voll aufgefüllt. Die Brigade bestand aus:
- der Führungsbatterie
- der Aufklärungsbatterie
- der 1. Abteilung, ausgerüstet mit 18 122-mm-Haubitzen D-30
- der 2. Abteilung, ausgerüstet mit 18 122-mm-Haubitzen D-30
- der 3. Abteilung, ausgerüstet mit 18 130-mm-Kanonen M-46
- der 4. Abteilung, ausgerüstet mit 18 Geschosswerfern RM-70
- der Instandsetzungskompanie
- der Kompanie materielle Sicherstellung

Im Zuge von Abrüstungsmaßnahmen der DDR ab Frühjahr 1989 wurde die III. Abteilung bis ins Jahr 1990 schrittweise in die Reserve gebracht und die IV. Abteilung auf zwei Batterien verkleinert.

Im Ergebnis des Beitritts der Länder der ehemaligen DDR in die BRD wurde die 40. Artilleriebrigade in den Bestand der Bundeswehr (Heereskommando Ost) überführt und bis ins Jahr 1991 hin aufgelöst.

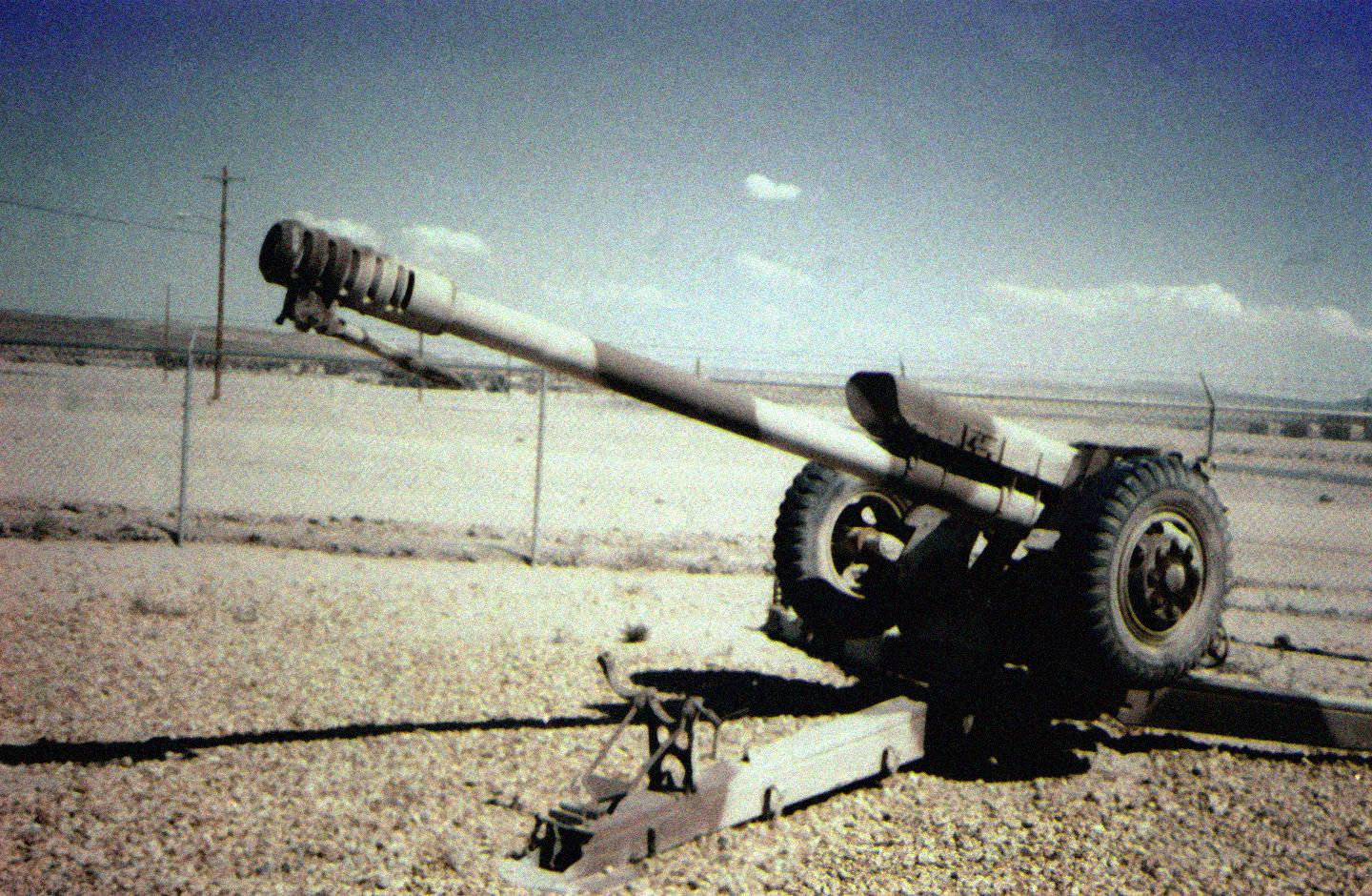
122-mm-Haubitze D-30
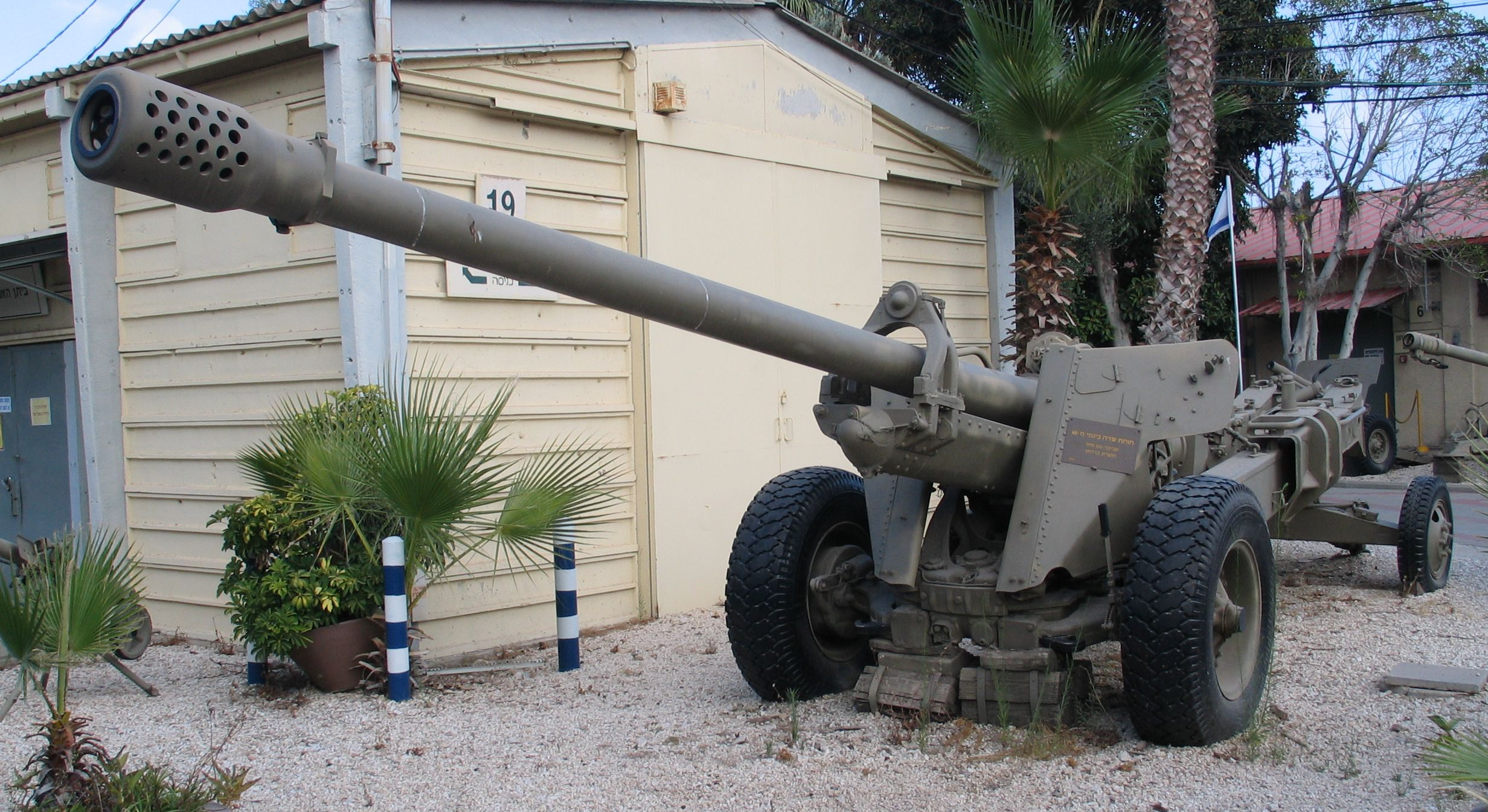
130-mm-Kanone M-46
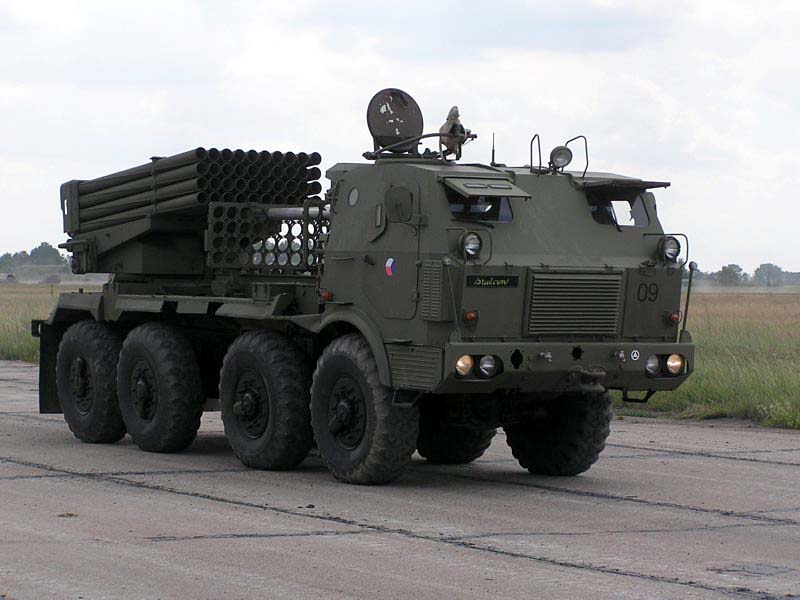
Geschosswerfer RM-70

## Einsatz
Die Planungen für den Kriegsfall sahen eine Einnahme des als Insel im Staatsgebiet der DDR liegenden West-Berlin vor. Die Planungen trugen die Bezeichnung Operation Mitte, Operation Stoß oder Operation Zentrum. Sie sahen ab Mitte der 1980er Jahre eine starke Gruppierung in Stärke von ungefähr 32.000 Soldaten, 400 Kampfpanzern, 400 Schützenpanzern und 450 Geschützen und Granatwerfern gegen die in West-Berlin stationierten US-amerikanischen, britischen und französischen Truppen vor. Den Kern der Gruppierung bildeten die 1. motorisierte Schützendivision der NVA, die 6. selbständige motorisierte Schützenbrigade der Gruppe der Sowjetischen Streitkräfte in Deutschland und neun Regimenter der Grenztruppen der DDR. Die 40. Artilleriebrigade hatte die gleiche Stärke wie das Artillerieregiment-1 und die Geschoßwerferabteilung-1 der 1. motorisierten Schützendivision und konnte als Divisionsartilleriegruppe eingesetzt werden. Die besondere Bedeutung der 40. Artilleriebrigade wird auch dadurch unterstrichen, dass die Brigade bereits im Frieden voll aufgestellt war, während die Artillerieregimenter der Militärbezirke erst im Kriegsfall zu Artilleriebrigaden aufgewachsen wären.
In der Ausbildung wurde besonderer Wert auf den Einsatz als Aufklärungs-/Feuerkomplex gelegt. Ein derartiger Komplex umfasste Aufklärungsmittel und Artilleriewaffen. Ziel war die Verkürzung der Reaktionszeiten, um die Bekämpfung von Kräftemassierungen, Artillerie, Führungsstellen und funkelektronischen Mitteln des Gegners im beweglich geführten Gefecht zu ermöglichen. Dazu kamen bei der 40. Artilleriebrigade Aufklärungs- und Feuerleithubschrauber zum Einsatz.